# 方迪斯 (科羅拉多州)
方迪斯（英語：Fondis）是位於美國科羅拉多州艾伯特縣的一個非建制地區。該地的面積和人口皆未知。

## 地理
方迪斯的座標為39°12′57″N 104°20′50″W / 39.21583°N 104.34722°W，而該地的平均海拔高度為1882米（即6174英尺）。